# 月野江すい
月野江 すい（つきのえ すい、2001年6月15日 - ）は、日本のAV女優。身長は166cm。T-POWERS所属。

## 略歴
2023年、単体女優としてプレミアムが立ち上げた新レーベル・プレミアムステージからデビュー。デビュー時のキャッチフレーズは「SEXを愛し、SEXに愛されたオンナ」。4作品で専属を離れ、企画単体に移行。
2024年9月6日、倉本すみれ、美園和花、大槻ひびき、橘メアリー、波多野結衣、吉根ゆりあ、森日向子、木下ひまり、乙アリスと共にFANZA / HHHグループ『トリプルハッピーキャンペーン2024』のキャンペーンガールに就任。
同年9月23日週FANZAレンタルフロアランキングにて『数年前に私を犯した男達が目の前に再び…ムショ帰り拷姦魔の串刺しW種付けプレスを朝から晩まで…月野江すい』（ROYAL）2位にランクイン。
同年9月30日週同ランキングにて同作ががウィークリー1位となる。この作品で火が付き、同年10月7日週、14日週と2週連続でFANZAレンタルフロアランキングでは同作が2位、『昔俺の事が好きだった地味な同級生が、色気漂う美脚人妻に進化していたので、性欲が尽き果てるまで生ハメしまくった…。月野江すい』（マドンナ）がウィークリー1位となるワン・ツー・フィニッシュを達成した。2024年10月度FANZAレンタルフロア月間AV女優ランキング第1位。FANZAレンタルフロア2024年11月度月間AV女優ランキング4位。同年FANZAレンタルフロア12月度月間AV女優ランキング4位。
2025年6月9日週FANZA動画フロアランキングにて『媚薬を盛られ発汗発情！自然と下品ガニ股ジョバジョバお漏らし！ガクガク痙攣敏感ホットヨガ教室』（ダスッ!）が初登場10位。

## 人物
趣味は料理。特技は動物と仲良くなること。作品内では低音高音圧の喘ぎ声や潮吹きをフィーチャーされることが多く、インタビューでは初めて潮を吹いたのは17歳であり、その当時は自分でコントロールできなかったが、デビュー前にポルチオを押すと吹きやすいことを発見したと回答。プロデビュー後は寝た体位、立位、ノーハンドの3スタイルでスプラッシュできることから「潮吹き魔術師」の異名も持つ。
2024年10月のFANZAニュース内の企画では、エムズビデオグループプロデューサーより「本当にエロい女優」として推薦されたほか、2024年の集英社『週刊プレイボーイ』No.29では「新人離れしたSEXモンスター」として紹介された。
AV男優のチャラス吉村は「きゃしゃなのに、しっかりメリハリのある体つき」「神が与えし至高の敏感ボディ」と人物像を評している。
AVライターの芝田カズは「ドМな上にイキっぷりが激しいので、媚薬モノや凌辱モノに引っ張りだこ。スパンキングで恍惚の表情を浮かべ、劇ピスされて白目アへ顔で痙攣イキするシーンは必見」と評し「2025年のドМチャンピオン」に推挙している。
同じくAVライターの東風克智は2025年時点の状況として「潮・聖水・涎・汗・尿などAV界で最も様々な体液を垂れ流している女優」、「M男の顔にハメ潮をぶっかける騎乗位は（自分で舐めとることもあり）猟奇的」と紹介した。

## 作品

### アダルトビデオ
2023年
- 新人 月野江すい AVデビュー SEXを愛し、SEXに愛されたオンナ。（11月21日、プレミアム）
- 淫らな汁に溢れ絶頂（イキ）果てるオンナ 月野江すい（12月19日、プレミアム）

2024年
- 覚醒ドMフェラ チ〇ポ丸飲み喉奥アクメSPECIAL 月野江すい（1月23日、プレミアム）
- 秘境桃源郷 おもてなし亭 看板湯女 月野江すい（2月20日、プレミアム）
- 昔俺の事が好きだった地味な同級生が、色気漂う美脚人妻に進化していたので、性欲が尽き果てるまで生ハメしまくった…。 月野江すい（3月26日、マドンナ）
- 出張先で集中豪雨 嫌いな上司の前でまさか酔い潰れ…突然の相部屋 夜が明けても唾液を濃厚に絡ませ汗だく中出し絶倫性交で貪り合ってました。 月野江すい（4月1日、ダスッ!）
- 「もうイッてるってばぁ！」状態で何度も中出し！ 月野江すい（4月2日、ワンズファクトリー）
- ヤクザに監禁され、キメセク乱交に堕ちていく華奢な彼女を信じて見守るしかない一週間。 月野江すい（4月23日、ダスッ!）
- 南麻布S級ラウンジ嬢とアフターSEX ハメ潮ビシャビシャ白目ひん剥き連続アクメの下品すぎる本性に我も忘れてハメ狂わNight!（5月7日、NPJ）
- 人妻自宅サロン 底辺クズ隣人の汚らわしいデカマラに堕ちた若妻エステティシャン 月野江すい（5月21日、エムズビデオグループ）
- みゃ～ちゃん（5月28日、ホームエロ～ン）※みゃ～ちゃん(22)名義
- 【独占】ベビーカー妻付け狙い@中野区（5月30日、妻み喰い）

- 媚薬を盛られ発汗発情！自然と下品ガニ股ジョバジョバお漏らし！ガクガク痙攣敏感ホットヨガ教室 月野江すい（6月11日、ダスッ!）
- 中出し調教沼にハマっていく欲求不満なドM覚醒妻 月野江すい（6月18日、溜池ゴロー）
- 数年前に私を犯した男達が目の前に再び…ムショ帰り拷姦魔の串刺しW種付けプレスを朝から晩まで… 月野江すい（6月25日、ロイヤル）
- もっとペニス下さい！！恥辱の超高速子宮ガン突きでイキ壊れ、淫汁大量噴射で雑魚マン絶頂を繰り返すメス堕ち捜査官 月野江すい（7月9日、ダスッ!）
- 愛撫で焦らし五日目、妻の愛液とろとろ洪水ま〇こを脳バグ絶頂させ続けた親父の無間粘着ピストン。 月野江すい（7月23日、ダスッ!）
- AV制作会社のADなら肉便器になっても当然だろww 無理矢理、性処理係任命！行列の出来る鬼中出し追撃プレス 月野江すい（7月23日、ロイヤル）
- 月野江すい プレミアムステージ初BEST8時間（7月30日、プレミアム）
- 義父に10秒だけの約束で挿入を許したら…相性抜群過ぎて絶頂してしまった私。 月野江すい（8月6日、アタッカーズ）
- マッチングアプリで出会った触るだけでイキまくる地味な女の子とラブホで即ハメ。 月野江すい（8月6日、BeFree）
- 同窓会NTR 性奴●として調教頂いていたご主人様と再会。 月野江すい（8月6日、ムーディーズ）
- 新・世界一ザーメンを大量に発射する男の超ぶっかけSEX 月野江すい（8月13日、ROOKIE）
- 女子大生インフルエンサーを監禁して焦らして狂わせてぶっ壊した一部始終。 月野江すい（9月3日、アタッカーズ）
- 極道専用メイド 1週間キメセク奉仕させられたワタシ… 月野江すい（9月3日、ムーディーズ）
- 【VR】部屋ほろ酔い逆NTR 色気ムンムン新入社員のスレンダー長身美脚に圧倒されて…見下ろされ痴女られまくった出張先の夜 月野江すい（9月10日、kawaii）
- 今日はお金いらないから一緒にいよっ 夜の顔しか知らないラウンジ嬢に誘われてお金も延長料金も発生しない制限の無い時間の中で朝から素顔丸出しデートその後、ホテルでひたすら中出ししまくった。 月野江すい（9月17日、ムーディーズ）[16]
- スプラッシュ潮吹き9800cc！エビ反り絶頂11000回！押しに弱い美脚スレンダー人妻キメセク子宮開発マッサージ 月野江すい（9月17日、プレミアム）
- 絶頂200回！潮吹き3000cc！膣痙攣回数2500回！してるのにピストン続行させられ絶叫イキ捕食させられたボク！ 発情メスのケダモノSEX！潮吹きビシャビシャ！エグイほど下品に最後の一滴まで喰らうドスケベお姉さん。 月野江すい（9月24日、痴女ヘブン）
- 退院までの3日間、深夜の見回りで退院祝いに絶対にナマで連射させてくれるいたずら誘惑痴女ナース 月野江すい（9月24日、本中）
- 生意気な部下に媚薬をこっそり飲ませ続けたら、勝手に発情して俺のチ○ポをディルド代わりにして腰を振り続けてイキまくった。 月野江すい（10月1日、BeFree）
- 刑期を終えた強●魔が10年ぶりに女を犯した日。 月野江すい（10月1日、アタッカーズ）
- ノンストップイラマチオ＆ポルチオ突き同時ブッ刺し汁まみれ20発大乱交 月野江すい（10月1日、ワンズファクトリー）
- ナンバー1の秘密は…鬼枕！と噂の某高級ラウンジ首位の超イイ女とハメたい SEX＆酒大大大好き！酔って吸引マ●コと下品汁まみれオスの精子とマネーを搾り取る絶倫ラウンジ嬢と朝までSEX8発 高級ラウンジ嬢:すい（10月1日、NPJ）
- 潜入捜査官 媚薬漬けキメチク痙攣失禁！ 敏感乳首リンチ我慢 屈服アクメ狂い 月野江すい（11月5日、ワンズファクトリー）
- 解禁 喉ボコイラマチオ 性処理顔面マ〇コ係に任命された新卒OL 月野江すい（11月15日、ムーディーズ）
- 社内拘束イラマレ×プ 大嫌いな上司に捻じ伏せられ喉奥を突かれる度にマゾ本性が覚醒するスレンダーOL 月野江すい（10月22日、ダスッ!）

2025年
- スペンス乳腺開発クリニック 月野江すい（1月21日、OPPAI）[13]
- 体液ダラダラ溺れイキ聖水サロン！びちょ濡れ！おしっこ唾液ジェット潮ぜ～んぶ飲んでね 月野江すい（4月1日、ワンズファクトリー）[14][15]
- 究極イラマチオ拷姦勤務。社内で話題な喉奥嗚咽中毒秘書。 月野江すい（4月22日、えむっ娘ラボ）[17]
- 女子アナ透過レ×プ輪● 高飛車なエリート女子に緑タイツ着用＆透過チ○ポで鬼ピス羞恥リベンジポルノ 月野江すい（5月6日、ムーディーズ）
- DAS1 GIRLS MEMORIES 月野江すい 1st BEST（5月13日、ダスッ！）
- 時間停止inスポーツジム タイムストップ中に溜め込んだ快感に潮吹きジョボボ！よだれドロォ！スイッチON⇔OFF繰り返し感度爆増！絶頂ブレイクダウン！ 月野江すい（5月27日、ダスッ！）
- 町内キャンプNTR テント内で中出しされた妻の衝撃的浮気映像 月野江すい（5月27日、マドンナ）
- 媚薬漬けで全身性感帯化 セックスに支配された孤高の女捜査官 月野江すい（6月3日、アタッカーズ）
- 大嫌いな店長に弱みを握られ、パワハラ暴走ピストン 失禁スプラッシュ堕ち。押し寄せる聖水イキで濡れる深夜のコンビニバイト。 月野江すい（6月10日、ダスッ！）
- 真夏のキメセク輪●合宿 媚薬凝縮ザーメン連射リレー！中出しされればされるほど感度倍増！合宿先の旅館で犯●れ輪●され何度もイキ狂わされた私 月野江すい（6月17日、エムズビデオグループ）

### イメージビデオ
- Sui Twinkle sweet moon・月野江すい（2024年7月18日、REbecca）